# 동방현주
동방현주(1973년 7월 12일 ~)는 대한민국의 가수다. 2004년 1집 앨범 [the Lord is.. ]로 데뷔했다.

## 학력
- 중앙대학교 성악과 학사

## 방송
- 가스펠스타C 1 (2011) - 심사위원
- 가스펠스타C 2 (2012) - 심사위원
- 가스펠스타C 4 (2014) - 심사위원
- CMTV 도전! 가스펠 열창 (2015)
- 가스펠스타C 6 (2016) - 심사위원
- 가스펠스타C 7 (2017) - 심사위원
- 씨씨엠스타 7 (2021) - 심사위원

## 라디오
- CTS라디오JOY 동방현주의 푸른숲 (2013)

## 공연
- 찬양콘서트 - 5월 (2016)
- 동방현주 빅콘서트 (2017)

## 경력
- 월드비전 홍보대사 (2011)